# Antonio Maria Valsalva
Antonio Maria Valsalva, född den 17 januari 1666 i Imola, död den 2 februari 1723 i Bologna, var en italiensk anatom.
Valsalva blev medicine doktor 1687 och fortsatte därefter sina under Malpighi påbörjade anatomiska studier. Han erhöll 1697 professuren i anatomi vid universitetet i Bologna samt verkade samtidigt som kirurg. Valsalvas berömda undersökningar över hörselorganet är nedlagda i hans arbete De aure humana tractatus (1705). Hans patologisk-anatomiska iakttagelser utgör en inte obetydlig del av den kasuistik, som hans lärjunge Morgagni meddelat i sitt verk De sedibus et causis morborum. Valsalvas samlade skrifter utgavs 1720 i 2 band.